# Zňátky (hrad)
Hrad Zňátky stával na skalním výběžku nad řekou Oslavou nad Velkopolským mlýnem asi 1 km na východ od obce Zňátky a 2 km jižně od zámku v Náměšti nad Oslavou.

## Historie
O hradě se žádné písemné zmínky nedochovaly. O vsi Zňátky pochází první písemná zmínka z roku 1377. Zda v této době už hrad existoval, není známo. Pravděpodobně jej nechali vystavět příslušníci rodu Tasovců.

## Popis
Jednalo se o hrad s jednodílným jádrem, které bylo ze tří stran chráněno příkopem a valem. Na severu jej chránila prudce klesající skalní stěna. Na západě pak terén klesá do údolí s potůčkem a na východě zase k řece.
Jádro hradu má lichoběžníkový tvar o rozměrech přibližně 28 × 25 m. V čele se nachází hrázka z kamenné suti, snad pozůstatek po opevnění. Další stopy po zástavbě nejsou patrné. V severozápadní části objektu se nachází asi dvaceticentimetrová hrázka ve tvaru „L“, snad zbytek po obytné budově.

## Přístupnost
Pozůstatky hradu se nacházejí uvnitř národní přírodní rezervace Divoká Oslava, vyhlášené roku 2019, a nevede k nim žádná značená cesta, což znamená, že je přístup k němu ze zákona zakázán. Ke hradu vede neznačená cesta od jihozápadu od zeleně značené trasy u vrcholu Kleštěnce, od hradu vedou neznačené cesty na jih a jihozápad do údolí Oslavy, jižně od hradu se nachází, také na neznačené cestě v NPR, lávka přes Oslavu, od níž vede neznačená cesta k červeně značené stezce sledující levý břeh Oslavy.